# Porto Pride
Porto Pride és el nom d'una comunitat lesbiana, gai, bisexual, i transsexual festiva d'orgull LGBT que celebra a Porto el juliol de cada any un festival. La primera Festa de l'Orgull LGBT a Porto va ser en el 2001. Al voltant de 1000 persones van participar en la primera edició i el nombre es va duplicar-hi en l'edició del 2008. La Festa és un esdeveniment recolzat per entitats comercials. Això inclou una part de la comunitat, on desenes d'associacions i grups van promoure les seves activitats, així com una obra de caritat. Una part significativa dels ingressos són donats a una institució local. El 2007, la donació va ser de gairebé 4.500 euros.
Des de l'any 2006 una Marxa de l'Orgull LGBT també s'ha celebrat a Porto. Durant la primera desfilada va participar gairebé 500 persones. L'Orgull Porto 2011 va ser previst pel 9 de juliol.